# Peter Trawny
Peter Trawny (Gelsenkirchen, 17 de diciembre de 1964) es un filósofo alemán y profesor de la Universidad de Wuppertal. Fundó en 2012 el Martin-Heidegger-Institut, que actualmente dirige.

## Vida
Peter Trawny estudió Filosofía, Ciencia de la Música e Historia del Arte en la Universidad Ruhr de Bochum, donde en 1992, tras una estancia como invitado en la Universidad Albert Ludwigs de Friburg im Breisgau y en la Universidad de Basilea, terminó su formación. En 1995, bajo la dirección de Klaus Held, escribió la tesis doctoral Grundstimmung. Martin Heideggers Phänomenologie der Welt (Estado anímico basal. La fenomenología del mundo de Martin Heidegger) para obtener el grado de doctor, la cual fue patrocinada con la beca doctoral del Studientstiftung des deutschen Volkes y distinguida con el segundo premio de patrocinio de todas las facultades de la Universidad de Wuppertal. Después siguió una estancia de dos meses en la Universidad de Kyoto de Japón con una beca de la Sociedad japonesa para la Promoción de la Ciencia. Desde 1997 Peter Trawny fue profesor adjunto en la Cátedra de Fenomenología Klaus Held. En el año 2000 se habilitó en la Universidad de Wuppertal con el tema Die Zeit der Dreieinigkeit. Untersuchungen zur Trinität bei Hegel und Schelling (El tiempo de la Santísima Trinidad. Investigaciones sobre la Trinidad en Hegel y Schelling). Financiado por la Fritz Thyssen Stiftung (Fundación Fritz Thyssen), trabajó tras su habilitación en el Seminario filosófico de la Universidad Albert-Ludwigs de Friburgo desde 2001 hasta 2003. En 2005 el Archivo alemán de Literatura de Marbach am Neckar concedió a Peter Trawny una beca completa, y en 2006 lo honró con la Beca Ernst Jünger del estado de Baden-Württenberg. En el mismo año fue nombrado profesor extraordinario de Filosofía de la Universidad de Wuppertal. En 2009 Trawny representó una W3-Professur de Estética y Filosofía de la Cultura en la Universidad de Wuppertal. En 2011 siguió otra cátedra suplente en el Centro de Estudios Bálticos y de Europa del Este de la Södertörns Högskola en Estocolmo. En 2012 Trawny fundó en la Universidad de Wuppertal el primer Instituto en el área de habla alemana dedicado a la figura de Martin Heidegger, apoyado, entre otros, por la familia del propio Heidegger.
Además de sus conferencias y actividades de investigación internacionales, Trawny impartió clase como profesor visitante en varias universidades de todo el mundo, como la Universidad de Viena, la Universidad Tongij en Shanghái o el Centro de Estudios Bálticos y de Europa del Este de la Södertörns Högskola en Estocolmo.

## Trabajo científico
El enfoque de Trawny de los problemas filosóficos se sirve de un método fenomenológico-hermenéutico. En el centro de su filosofía se encuentran preguntas de Filosofía Política, de Ética, de Filosofía de la Técnica y de los Medios de Comunicación, así como preguntas acerca del Arte y la Literatura.  
En sus últimos trabajos Trawny se dedica a la elaboración de una comprensión filosófica de la globalización y el cosmopolitismo, como ya sugiere en Adyton, y en especial en Medium und Revolution, donde queda claramente diferenciado. Trawny intenta interpretar la globalización por su relación con los medios de comunicación y llega a una definición del medio como “la unidad inmaterial de la técnica y el capital”. Partiendo del acontecimiento del pensamiento de Heidegger, Trawny intenta traducir el discurso revolucionario marxista a las condiciones contextuales históricas del siglo XXI, por lo cual, a causa de su definición del medio, las preguntas de la Filosofía Política se entrelazan con las de la Filosofía de la Técnica y de los Medios de Comunicación.  
Junto a su investigación y su doctrina, Trawny participa de manera continua en la edición científica de las obras completas de Martin Heidegger (Martin Heidegger Gesamtausgabe). 
Por un público más general, Peter Trawny es conocido como editor de los diarios de pensamiento y libretas de notas de Heidegger (los llamados Cuadernos negros), que han encendido de nuevo el debate sobre la vinculación de Heidegger con el nacionalsocialismo. Trawny muestra que el antisemitismo de Heidegger no caracterizó sólo su vida privada, sino que también contaminó su filosofía de la historia del ser.

## Escritos (selección)
Publicaciones propias
- Martin Heideggers Phänomenologie der Welt, Karl Alber Verlag, Freiburg/München 1997 ISBN 978-3-495-47865-3 [La fenomenología del mundo de Martin Heidegger]
- Die Zeit der Dreieinigkeit. Untersuchungen zur Trinität bei Hegel und Schelling, Königshausen &/ Neumann, Würzburg 2002 ISBN 978-3-8260-2370-5 [El tiempo de la Santísima Trinidad. Investigaciones dobra la trinidad en Hegel y Schelling]
- Martin Heidegger. Einführung, Campus Verlag, Frankfurt und New York 2003 ISBN 978-3-593-37359-1 [Martin Heidegger. Introducción]
- Heidegger und Hölderlin oder Der Europäische Morgen, Königshausen & Neumann, Würzburg 2004 ISBN 978-3-8260-2631-7 [Heidegger y Hölderlin o la mañana europea]
- Denkbarer Holocaust. Die politische Ethik Hannah Arendts, Königshausen & Neumann, Würzburg 2005 ISBN 978-3-8260-3082-6 [Holocausto posible. La ética política de Hannah Arendt]
- Sokrates oder Die Geburt der Politischen Philosophie, Königshausen & Neumann, Würzburg 2007 ISBN 978-3-8260-3625-5 [Sócrates o el nacimiento de la Filosofía Política]
- Die Autorität des Zeugen. Ernst Jüngers politisches Werk, Matthes & Seitz, Berlin 2009 ISBN 978-3-88221-643-1 [La autoridad del testigo. La obra política de Ernst Jünger]
- „Adyton“. Heideggers esoterische Philosophie, Matthes und Seitz, Berlin 2010 ISBN 978-3-88221-662-2 ["Adyton". La filosofía esotérica de Heidegger]
- Medium und Revolution, Matthes und Seitz, Berlin 2011 ISBN 978-3-88221-574-8 [Medio y revolución]
- Ins Wasser geschrieben, Matthes und Seitz, Berlin 2013 ISBN 978-3-88221-045-3 [Escrito en el agua]
- Heidegger und der Mythos der jüdischen Weltverschwörung, Vittorio Klostermann, Frankfurt am Main 2014 ISBN 978-3-465-04204-4 [hay traducción al español: Heidegger y el mito de la conspiración mundial de los judíos, Herder Editorial, 2015]
- Europa und die Revolution, Matthes und Seitz, Berlin 2014 ISBN 978-3-95757-061-1 [Europa y la revolución]
- Irrnisfuge, Matthes und Seitz, Berlin 2014 ISBN 978-3-95757-032-1 [hay traducción al español: Fuga del error, Herder Editorial, 2016]
- Technik. Kapital. Medium. Das Universale und die Freiheit, Matthes und Seitz, Berlin 2015 ISBN 978-3-95757-091-8 [Técnica. Capital. Medio. El universal y la libertad]
- Martin Heidegger. Eine kritische Einführung, Vittorio Klostermann, Frankfurt am Main 2016 ISBN 978-3-465-04261-7 [hay traducción al español: Martin Heidegger. Una introducción crítica, Herder Editorial, 2017]
- Was ist deutsch? Adornos verratenes Vermächtnis, Matthes und Seitz, Berlin 2016 ISBN 978-3-95757-376-6 [¿Qué es alemán? El legado traicionado de Adorno]
- Heidegger Fragmente. Eine philosophische Biographie, S. Fischer, Frankfurt am Main 2018 ISBN 978-3-10-397299-3 [Fragmentos de Heidegger. Una biografía filosófica]
- kamikaze musike. playlist, Matthes und Seitz, Berlin 2019 ISBN 978-3-95757-802-0
- Unter der Platane. Ein philosophisches Gespräch, Vittorio Klostermann, Frankfurt am Main 2019, ISBN 978-3-465-04415-4. [Bajo el plátano. Una conversación filosófica]
- Philosophie der Liebe, S. Fischer, Frankfurt am Main 2019, ISBN 978-3-10-397431-7. [Filosofía del amor]

Ediciones en el marco de las obras completas de Martin Heidegger
- Martin Heidegger: Die Geschichte des Seyns. 1. Die Geschichte des Seyns. 2. Koinon. Aus der Geschichte des Seyns. Gesamtausgabe Bd. 69. Vittorio Klostermann, Frankfurt am Main 1998, ISBN 978-3-465-02979-3. [La historia del ser. 1. La historia del Ser. 2. Koinon. Fuera de la historia del ser]
- Martin Heidegger: Zu Ernst Jünger. Gesamtausgabe Bd. 90. Verlag Vittorio Klostermann, Frankfurt am Main 2004, ISBN 978-3-465-03325-7. [Sobre Ernst Jünger]
- Martin Heidegger: Seminare Hegel – Schelling. Gesamtausgabe Bd. 86. Verlag Vittorio Klostermann, Frankfurt am Main 2011, ISBN 978-3-465-03682-1. [Seminarios Hegel-Schelling]
- Martin Heidegger: Der Anfang der abendländischen Philosophie (Anaximander und Parmenides). Gesamtausgabe Bd. 35. Verlag Vittorio Klostermann, Frankfurt am Main 2012, ISBN 978-3-465-03726-2. [El inicio de la filosofía occidental (Anaximandro y Parménides)]
- Martin Heidegger: Zum Ereignis-Denken. Gesamtausgabe Bd. 73. Verlag Vittorio Klostermann, Frankfurt am Main 2013, ISBN 978-3-465-03805-4. [Sobre el acontecimiento del pensamiento]
- Martin Heidegger: Überlegungen II-VI (Schwarze Hefte 1931–1938). Gesamtausgabe Bd. 94. Verlag Vittorio Klostermann, Frankfurt am Main 2014, ISBN 978-3-465-03814-6. [Reflexiones II-VI (Cuadernos negros 1931-1938)]
- Martin Heidegger: Überlegungen VII-XI (Schwarze Hefte 1938/39). Gesamtausgabe Bd. 95. Verlag Vittorio Klostermann, Frankfurt am Main 2014, ISBN 978-3-465-03832-0. [Reflexiones VII-XI (Cuadernos negros 1938/39)]
- Martin Heidegger: Überlegungen XII-XV (Schwarze Hefte 1939–1941). Gesamtausgabe Bd. 96. Verlag Vittorio Klostermann, Frankfurt am Main 2014, ISBN 978-3-465-03838-2 [Reflexiones XII-XV (Cuadernos negros 1939-1941)]
- Martin Heidegger: Anmerkungen I-V (Schwarze Hefte 1942–1948). Gesamtausgabe Bd. 97. Verlag Vittorio Klostermann, Frankfurt am Main 2015, ISBN 978-3-465-03870-2. [Anotaciones I-V (Cuadernos negros)]
- Martin Heidegger: Zollikoner Seminare. Gesamtausgabe Bd. 89. Verlag Vittorio Klostermann, Frankfurt am Main 2017, ISBN 978-3-465-03998-3. [Seminarios de Zollikon]
- Martin Heidegger: Anmerkungen VI–IX (Schwarze Hefte 1948/49-1951). Gesamtausgabe Bd. 98. Verlag Vittorio Klostermann, Frankfurt am Main 2018. ISBN 978-3-465-00583-4. [Anotaciones VI-IX (Cuadernos negros 1948/49-1851)]
- Martin Heidegger: Vier Hefte I und II (Schwarze Hefte 1947–1950). Gesamtausgabe Bd. 99. Verlag Vittorio Klostermann, Frankfurt am Main 2019. ISBN 978-3-465-00776-0. [Cuatro cuadernos I y II (Cuadernos negros 19471950)]

Artículos (selección)
- Von der Liebe. Anmerkungen zu einer poetischen Phänomenologie bei Rainer Maria Rilke. In: Phänomenologische Forschungen. Neue Folge 1.–2. Halbband. 1996, 221–238 [Del amor. Anotaciones de una fenomenología poética en Reiner Maria Rilke]
- Über das Verhältnis von Herz und Vernunft im Denken Kants und Hegels. Anmerkungen zu einer Metapher. In: Kant-Studien 89. Jahrgang. 1998, 318–334 [Sobre la relación del corazón y la razón en el pensamiento de Kant y Hegel. Anotaciones sobre una metáfora]
- The Future of Time: Reflections on the conception of Time in Hegel and Heidegger. In: Research in Phenomenology. Vol. XXX. Hrsg. von John Sallis. 2000, 12–39 [El futuro del tiempo. Reflexiones sobre la concepción del tiempo en Hegel y Heidegger]
- Avis aux Barbares! « Ces barbares qui tout calculent… ». Heidegger – de l’Allemagne à l’Europe. In: L’Infini 95. 2006, 66–93 [¡Aviso a los bárbaros! “Estos bárbaros que todo lo calculan...”. Heidegger: de Alemania a Europa]
- Verstehen und Urteilen. Hannah Arendts Interpretation der Kantischen »Urteilskraft« als politisch-ethische Hermeneutik. In: Zeitschrift für philosophische Forschung. Band 60. Heft 2. 2006, 269–289 [Comprender y juzgar. La interpretación de Hannah Arendt del “juicio” kantiano como hermenéutica política]
- Die Moderne als Weltkrieg. Der Krieg bei Heidegger und Patočka. In: Studia Phaenomenologica Vol. VII (The Phenomenology of Jan Patočka). 2007, 376–394 [La época moderna como guerra mundial. La guerra en Heidegger y Patocka]
- Das Trauma des Holocaust als Anfang der Philosophie. Nach Hannah Arendt und Emmanuel Levinas. In: Zeitschrift für Genozidforschung. 2007. Heft 2, 118–132 [El trauma del Holocausto como inicio de la filosofía. Después de Hannah Arendt y Emmanuel Levinas]
- Das Ideal des Weisen. Zum Verhältnis von Philosophie und Philosoph bei Kant. In: Kant-Studien. 99. Jahrgang. Heft 4 (2008), 456–476 [El ideal del sabio. Sobre la relación de filosofía y filósofo en Kant]
- »Was ist ‚Deutschland’?« – Ernst Jüngers Bedeutung für Martin Heideggers Stellung zum Nationalsozialismus. In: Heidegger-Jahrbuch 5. 2009, 209–234 [“¿Qué es Alemania?” El sentido de Ernst Jünger para la postura de Heidegger sobre el Nacionalsocialismo]
- Artikel »Martin Heidegger«. In: Die deutsche Philosophie im 20. Jahrhundert. Ein Autorenhandbuch. Hrsg. von Thomas Bedorf und Andreas Gelhard. WBG: Darmstadt 2012 [Martin Heidegger]